# 锡尔赫特语
锡尔赫特语（锡尔赫特文：ꠍꠤꠟꠐꠤ，[silɔʈi]，[sileʈi]）是東部印度-雅利安語支的一種語言，使用者主要居住於孟加拉国锡尔赫特专区及印度阿薩姆邦的巴拉克山谷。在印度的梅加拉亞邦、特里普拉邦、曼尼普爾邦也有一些使用者。